# Marija Abakumovová
Marija Vasiljevna Abakumovová (rusky Мария Васильевна Абакумова; * 15. ledna 1986, Stavropol, Sovětský svaz) je ruská atletka, oštěpařka. Byla mistryní světa z roku 2011 a stříbrnou olympijskou medailistkou z her v Pekingu 2008, ale kvůli prokázanému dopingu byly její výsledky z let 2008 až 2012 anulovány. V květnu 2016 dostala čtyřletý trest zákazu startů.

## Kariéra
První úspěch zaznamenala v roce 2005 v litevském Kaunasu, kde se stala juniorskou mistryní Evropy. Na olympiádě v Pekingu svedla velký souboj s Barborou Špotákovou. Po první sérii vedla Ruska o deset centimetrů. Ve čtvrté sérii se dokázala ruská oštěpařka zlepšit o více než metr, když hodila 70,78 metru, čímž vytvořila nový národní rekord. V poslední sérii však česká oštěpařka Rusku přehodila o 64 cm. Rodačka ze Stavropolu už posledním hodem nedokázala odpovědět a skončila druhá.
Dne 5. září 2008 vyhrála Jablonecký oštěp, když porazila Barboru Špotákovou o 26 cm. V roce 2009 se zúčastnila tradičního atletického mítinku Zlatá tretra v Ostravě, kde vyhrála hodem dlouhým 66 metrů a 89 cm. Na světovém šampionátu v Berlíně vyhrála kvalifikaci, ve finále získala bronzovou medaili.

### Tegu 2011
Jeden z největších úspěchů své kariéry zaznamenala v roce 2011 na MS v atletice v jihokorejském Tegu, kde si ve druhé sérii vylepšila osobní rekord na 71,25 m. V předposlední, páté sérii však poslala oštěp do vzdálenosti 71,99 metru a vytvořila nový rekord šampionátu. Zároveň se jedná o druhý nejdelší hod celé historie a za světovým rekordem Barbory Špotákové z roku 2008 zaostala o 29 centimetrů.

### Doping
V květnu 2016 bylo ohlášeno, že Abakumová byla jedním z 14 ruských atletů a devíti medailistů, kteří byli zapleteni do ruské dopingové aféry. Abakumová byla jmenovaná jako atletka, která neprošla dodatečným testem odevzdaného vzorku z her v Pekingu. 13. září 2016 Mezinárodní olympijský výbor rozhodl, že její výsledky na Letních olympijských hrách 2008 byly anulovány a Abakumová musela vrátit vyhranou medaili, což následně potvrdila i Mezinárodní sportovní arbitráž. Probíhala i další šetření, týkající se závodů Abakumovové mimo olympijské hry. Výsledkem bylo rozhodnutí IAAF, že dojde k anulování všech výsledků Abakumovové od srpna 2008 do srpna 2012 a že atletka dostane čtyřletý trest s platností od května 2016. V den vyhlášení verdiktu Abakumovová potvrdila, že doping skutečně užívala.

### Úspěchy
| Rok  | Závod                             | Místo               | Umístění    | Výkon   |
| ---- | --------------------------------- | ------------------- | ----------- | ------- |
| 2003 | Mistrovství světa do 17 let       | Sherbrooke, Kanada  | 4.          | 51,41 m |
| 2004 | Mistrovství světa juniorů         | Grosseto, Itálie    | kvalifikace | 43,95 m |
| 2005 | Mistrovství Evropy juniorů        | Kaunas, Litva       | 1.          | 57,11 m |
| 2007 | ME v atletice do 23 let 2007      | Debrecín, Maďarsko  | 6.          | 54,25 m |
| 2007 | Mistrovství světa v atletice 2007 | Ósaka, Japonsko     | 7.          | 61,43 m |
| 2008 | Letní olympijské hry 2008         | Peking, Čína        | DQ          | 70,78 m |
| 2009 | Mistrovství Evropy družstev       | Leiria, Portugalsko | DQ          | 62,01 m |
| 2009 | Mistrovství světa v atletice 2009 | Berlín, Německo     | DQ          | 66,06 m |
| 2009 | Světové atletické finále          | Soluň, Řecko        | DQ          | 64,60 m |
| 2011 | Mistrovství světa v atletice 2011 | Tegu, Jižní Korea   | DQ          | 71,99 m |
| 2013 | Mistrovství světa v atletice 2013 | Moskva, Rusko       | 3.          | 65,09 m |

## Osobní život
V roce 2012 se provdala za ruského oštěpaře Dmitrije Tarabina. Mají spolu čtyři děti, dvě dcery a dva syny.